# 村中知
村中 知（むらなか とも、1989年12月15日 - ）は、日本の女性声優。茨城県出身。東京俳優生活協同組合所属。

## 来歴
小学4年生くらいのころに声優を目指し始める。中学生時には演劇部に入ったが、勧誘されてコーラス部に移る。それと同時期に劇団ひまわりのワークショップのようなものに参加し、演劇を教えてもらい、舞台にも立つ。これによりさらに声優への夢を強くし、高校は放送部で有名なところに入る。放送部にはナレーション部門と朗読部門があり、声優になるにはどちらがよいか先輩に聞いたところ、朗読部門を薦められる。
2008年俳協ボイスアクターズスタジオ卒業、2009年東京俳優生活協同組合所属。

## 人物
小さい時に好きだったアニメは『美少女戦士セーラームーン』と『忍たま乱太郎』で、声優業界に入るきっかけともなっている。当時は『セーラームーン』のセーラーヴィーナスになりたいと思っており、セーラーヴィーナスの声を演じる職業を声優であると教えられると、すぐに「なりたい」と思ったという。
声種はアルト。少年役が印象的である。事務所に所属した時点では少年役が一番得意だったが、仕事を始めたころは女性役が多く、少年役が来ると喜々として演じていた。
特技はマッサージ、ジャズダンス。趣味はダンス、歌。
免許・資格は英語検定2級、漢字検定2級、硬筆6段。

## 出演
太字はメインキャラクター。

### テレビアニメ
2010年
- ロビンくんと100人のお友達（フィリップ）

2012年
- アルカナ・ファミリア -La storia della Arcana Famiglia-（ジョーリィ〈幼少期〉）
- エリアの騎士（中江美奈）
- 黒魔女さんが通る!!（岩田大五郎）
- さくら荘のペットな彼女（女性）
- 新世界より（学）
- 好きっていいなよ。（女性、女子生徒）
- ソードアート・オンライン（ギン）

2013年
- 犬とハサミは使いよう（リポーター）
- 有頂天家族（仲居B）
- がんばれ!おでんくん（スージー、たけし、ココロ、たこボールナース、男の子、従者、OL、さっちゃん、女性客）
- きんいろモザイク（体育教師）
- ゴールデンタイム（2013年 - 2014年、後輩部員2、先輩女子C）
- 琴浦さん（子供、女）
- ストライク・ザ・ブラッド（2013年 - 2014年、キャスター、仮面憑き、従女）
- D.C.III 〜ダ・カーポIII〜
- 探検ドリランド -1000年の真宝-（狼精レアン）
- とある科学の超電磁砲S（所員、研究員）
- ハイスクールD×D シリーズ（2013年 - 2015年、魔術師、クイーン） - 2シリーズ
- はたらく魔王さま！（オペレーターA）
- ふたりはミルキィホームズ（女教師）
- 夜桜四重奏 〜ハナノウタ〜（幼い獅童）
- ラブライブ!（数学教師、友達A、司会）
- リトルバスターズ!（太郎）

2014年
- アルドノア・ゼロ（女性兵士）
- エスカ&ロジーのアトリエ 〜黄昏の空の錬金術士〜（ミーチェ・サン・ミュッセンブルク）
- M3〜ソノ黒キ鋼〜（おばちゃん、子供の声）
- オレカバトル（俺牙ファイヤ）
- 牙狼〈GARO〉-炎の刻印-（子供）
- グリザイアの果実（オペレーター1）
- 月刊少女野崎くん（女子）
- ご注文はうさぎですか?（女性客）
- 四月は君の嘘（2014年 - 2015年、審査員、看護師）
- 白銀の意思 アルジェヴォルン（女性兵士、少年トキムネ）
- 精霊使いの剣舞（女生徒）
- selector spread WIXOSS（マネージャー）
- 天体のメソッド（先生）
- ドラえもん（テレビ朝日版第2期）（2014年 - 2018年、クラスメイトB、子どもB、山口くん）
- 凪のあすから（さゆの母）
- ノブナガ・ザ・フール（オペA）
- マジンボーン（コメンテーター）
- 龍ヶ嬢七々々の埋蔵金（桧野由美）
- 六畳間の侵略者!?（高橋）
- ワールドトリガー（2014年 - 2022年、空閑遊真） - 3シリーズ

2015年
- アイドルマスター シンデレラガールズ（大和亜季）
- アクエリオンロゴス（アナウンス、剣嵜総〈少年期〉）
- アルスラーン戦記（偽タハミーネ）
- 機動戦士ガンダム 鉄血のオルフェンズ（昭弘〈幼年時〉）
- GANGSTA.（エミリオ〈幼少期〉、アーサー）
- 銀魂゜（いずみの兄）
- 攻殻機動隊 ARISE ALTERNATIVE ARCHITECTURE（アムリ、オペ子A）
- コメット・ルシファー（リリアン・アナトリア、ブラックガーディアン）
- 純潔のマリア（部族）
- 食戟のソーマ（2015年 - 2020年、恵の母） - 3シリーズ
- 探偵歌劇 ミルキィホームズ TD（係官A、ニコラス）
- 超ロボット生命体 トランスフォーマーアドベンチャー（ラッセル）
- DIABOLIK LOVERS MORE,BLOOD（ルキ〈少年期〉）
- ハイキュー!! セカンドシーズン（月島蛍〈小学生時代〉）
- バトルスピリッツ 烈火魂（烈火幸村〈幼少期〉）
- VALKYRIE DRIVE -MERMAID-（リーダー）
- ヘヴィーオブジェクト（淑女、トレーナー）
- 落第騎士の英雄譚（ステラの母親、少年）
- ランス・アンド・マスクス（男の子）
- ルパン三世 PART IV（リポーター、大林ワトソン芳雄）

2016年
- アクティヴレイド -機動強襲室第八係-（女店員A）
- 金田一少年の事件簿R（影平文芽）
- GATE 自衛隊 彼の地にて、斯く戦えり（フェン）
- 競女!!!!!!!!（花山咲）
- ブブキ・ブランキ（新走宗也〈子供〉）
- フューチャーカード バディファイトシリーズ（2016年 - 2018年、太陽の竜 バルドラゴン / 超太陽竜 バルソレイユ） - 2シリーズ
- ふらいんぐうぃっち（少年C）
- ももくり（女子大生1）
- ラクエンロジック（本部職員A）

2017年
- 風夏（幼少期の優）
- キラキラ☆プリキュアアラモード（2017年 - 2018年、立神あおい / キュアジェラート）
- MARGINAL#4 KISSから創造るBig Bang（ルイの姉）
- 覆面系ノイズ（榊桃〈幼少期〉）
- アイドルマスター シンデレラガールズ劇場（2017年 - 2019年、大和亜季） - 3シーズン
- デジモンユニバース アプリモンスターズ（ブートモン）
- ボールルームへようこそ（釘宮方美〈幼少期〉）

2018年
- 魔法使いの嫁（2018年 - 2023年、ユールの双子） - 2シリーズ
- 剣王朝（周老祖）
- 多田くんは恋をしない（杉本一〈幼少期〉）
- イナズマイレブン アレスの天秤（幼い灰﨑）
- キャプテン翼（第4作）（服部秀人）
- ルパン三世 PART5（アラニエ）
- はたらく細胞（骨髄球）
- 狐狸之声（フーシ）
- HUGっと!プリキュア（立神あおい / キュアジェラート）
- 爆釣バーハンター（2018年 - 2019年、偽船長 / 海老原ハネル）
- DOUBLE DECKER! ダグ&キリル（カミラ）

2019年
- ドメスティックな彼女（子供A）
- 転生したらスライムだった件（光の精霊）
- 名探偵コナン（菅野佳織）
- BAKUMATSUクライシス（帝〈子供時代〉）
- Z/X Code reunion（転送装置音声、アルモタヘル）

2020年
- マギアレコード 魔法少女まどか☆マギカ外伝（志伸あきら）
- 異種族レビュアーズ（ウリゴ）
- メジャーセカンド（山口先生、アナウンス）
- 啄木鳥探偵處（園部環）
- 憂国のモリアーティ（ウィリアム〈本物〉）

2021年
- NOMAD メガロボクス2（吉村）
- 無職転生 〜異世界行ったら本気だす〜（2021年 - 2024年、ジンジャー・ヨーク） - 2シリーズ

2022年
- うたの☆プリンスさまっ♪マジLOVEスターリッシュツアーズ 〜旅の始まり〜（兄）
- BORUTO-ボルト- NARUTO NEXT GENERATIONS（油女ハリカ）
- 連盟空軍航空魔法音楽隊ルミナスウィッチーズ（アレクサンドラ・シェルバネスク）
- アオアシ（竹島龍一〈小学生〉）
- 新テニスの王子様 U-17 WORLD CUP（2022年 - 2024年、リョーガ〈幼少期〉） - 2シリーズ

2023年
- ふしぎ駄菓子屋 銭天堂（高橋勇介）

2024年
- アサティール2 未来の昔ばなし（マッスード）

### 劇場アニメ
2013年
- 劇場版 花咲くいろは HOME SWEET HOME（少年B）
- 攻殻機動隊 ARISE（アムリ、オペ子A）

2014年
- モーレツ宇宙海賊 ABYSS OF HYPERSPACE -亜空の深淵-

2015年
- 映画 Go!プリンセスプリキュア Go!Go!!豪華3本立て!!! パンプキン王国のたからもの（キン）
- シンドバッド 空とぶ姫と秘密の島（シンドバッド）

2016年
- シンドバッド 魔法のランプと動く島（シンドバッド）
- シンドバッド（シンドバッド）
- モンスターストライク THE MOVIE はじまりの場所へ（神倶土春馬〈小学生時代〉）

2017年
- 映画 プリキュアドリームスターズ!（立神あおい / キュアジェラート）
- 映画 キラキラ☆プリキュアアラモード パリッと!想い出のミルフィーユ!（立神あおい / キュアジェラート）

2018年
- 映画 プリキュアスーパースターズ!（立神あおい / キュアジェラート）
- フリクリ プログレ（森吾郎）
- 映画 HUGっと!プリキュア♡ふたりはプリキュア オールスターズメモリーズ（立神あおい / キュアジェラート）
- 機動戦士ガンダムNT（ミシェル・ルオ）

2019年
- 映画 プリキュアミラクルユニバース（立神あおい / キュアジェラート）

2021年
- 宇宙戦艦ヤマト2205 新たなる旅立ち（オッド・スケルジ）

### OVA
- 史上最強の弟子ケンイチ（2014年、ワルキューレ）※単行本第55巻OVA付き特装版
- ノゾ×キミ（2014年、女性体育教師）※コミックス第4巻OVA付き限定版
- 新テニスの王子様 OVA vs Genius10（2015年、越前リョーガ〈幼少期〉）
- ノゾ×キミ（2015年、体育教師）※コミックス第6巻OVA付き限定版
- 機動戦士ガンダム THE ORIGIN（2016年、学生）
- ストライク・ザ・ブラッド II（2017年、女性隊員）
- 転生したらスライムだった件（2020年、光の精霊） - 漫画版第15・16巻OAD付き限定版

### Webアニメ
2010年代
- 美少女戦士セーラームーンCrystal（2014年、主婦）
- アイドルマスター シンデレラガールズ劇場（2018年 - 2020年、大和亜季） - 2シリーズ
- 明治維新150年記念歴史アニメーション「徳川斉昭と弘道館物語〜学びが人を創り人が道をつくる〜」（2018年、七郎麿）
- 無限の住人-IMMORTAL-（2019年、真都彦）

2020年代
- 日本沈没2020（2020年、武藤剛）
- バトルスピリッツ 赫盟のガレット（2020年、少年B）
- CINDERELLA GIRLS 10th Anniversary Celebration Animation ETERNITY MEMORIES（2022年、大和亜季）
- スコット・ピルグリム テイクス・オフ （2023年)

### ゲーム
2008年
- ロード オブ ヴァーミリオンシリーズ（バーバヤーガ、静御前、他）

2011年
- 戦律のストラタス

2012年
- ドラゴンネスト（ガラハム）

2013年
- エスカ&ロジーのアトリエ 〜黄昏の空の錬金術士〜（ミーチェ・サン・ミュッセンブルグ）
- CONCEPTIONII 七星の導きとマズルの悪夢（水練科キャプテン）
- Solomon's Ring 〜風の章〜
- The Wonderful 101（アリス・マクレガー）
- ダンジョントラベラーズ2 王立図書館とマモノの封印

2014年
- ロボットガールズZ ONLINE（グロッサムX2、ホルゾンV3）

2015年
- アイドルマスター シンデレラガールズ（2015年 - 2023年、大和亜季） - 2作品
- 憂世ノ志士・憂世ノ浪士（坂本龍馬 / 女主人公B、沖田芳次郎 / 女主人公B） - 2作品
- エスカ&ロジーのアトリエ Plus 〜黄昏の空の錬金術士〜（ミーチェ・サン・ミュッセンブルグ）
- ファイアーエムブレムif（ルッツ）
- プリンス・オブ・ストライド（小日向勇気）
- ブレイブソード×ブレイズソウル
- モンスターハンタークロス（ベルナ村 村人）
- LINE クロスレギオン（ダフネ）
- ワールドトリガー ボーダレスミッション（空閑遊真）

2016年
- シノビナイトメア（ゲンナイ）
- ソウルワーカー（ゼニス）
- 三国志大戦（第2期）
- 魔法図書館キュラレ（玄奘三蔵）
- ワールドトリガー スマッシュボーダーズ（空閑遊真）

2017年
- 神式一閃 カムライトライブ（チョパーグ）
- ぐるぐる召喚マジカルギア（ミサイル）
- サイコブレイク2（エズメラルダ・トレス）
- ディシディア ファイナルファンタジー オペラオムニア（ガウ）
- 花朧 〜戦国伝乱奇〜（玉）
- フューチャーカード バディファイト 目指せ!バディチャンピオン!（バル）
- プリキュア つながるぱずるん（立神あおい / キュアジェラート）
- マギアレコード 魔法少女まどか☆マギカ外伝（志伸あきら）
- 千の刃濤、桃花染の皇姫

2018年
- グラフィティスマッシュ（フォリア）

2019年
- アークザラッド R（カフカ）
- 永遠の七日（グレーサ）
- イースIX -Monstrum NOX-（ゾラ）

2020年
- 龍が如く7 光と闇の行方
- ディズニー ツイステッドワンダーランド（グラン）
- エンゲージソウルズ（ホメロス）
- デスティニーチャイルド（アルゴス）
- ビビッドアーミー（レベッカ）

2021年
- バイオハザード ヴィレッジ（ダニエラ・ドミトレスク）
- アイドルマスター ポップリンクス（大和亜季）

2022年
- DNF DUEL（ランチャー）
- 機動戦士ガンダム U.C. ENGAGE（2022年 - 2024年、ミシェル・ルオ）
- ゴッド・オブ・ウォー ラグナロク（アトレウス）
- 共闘ことばRPG コトダマン（空閑遊真）
- ロマンシング サガ -ミンストレルソング- リマスター（アルドラ）

2023年
- 信長の野望 出陣（立花誾千代）

2024年
- ミストニアの翅望 -The Lost Delight-（レオナルド）

2025年
- けものフレンズ3（イヌワシ）

### ドラマCD
2011年
- エンジェルスキャンディーズ（イビル）

2014年
- ロボットガールズZ BD/DVD Vol.1 初回特典ドラマCD（グロッサムX2）

2015年
- Z/X -Zillions of enemy X- NF DramaCD (5)「冥闇と灼炎の追想曲」（アルモタヘル）
- 高嶺と花（生徒B）※2015年19号付録「耳で恋するドラマCD」

2021年
- Z/X -Zillions of enemy X- NF DramaCD（19）『ソトゥなし放送局14ch』（アルモタヘル）

### 吹き替え

#### 担当俳優
カービー・ハウエル＝バプティスト
- クルエラ（2021年、アニータ）
- サンドマン（2022年 - 2025年、デス）
- ハリガン氏の電話（2022年、ハート先生）

テヨナ・パリス
- マーベル・シネマティック・ユニバース（2021年〜2024年、モニカ・ランボー）
  - マーベルズ
  - ワンダヴィジョン
  - ホワット・イフ...?

- クリスマスを駆けぬけて（2023年、アリソン）

#### 映画
2012年
- シャーロック・ホームズ シャドウ ゲーム（クラブ女性4）

2013年
- フェイク・フィアンセ（カルメン）

2014年
- インフェルノ 大火災脱出（シーラ〈アンジェリカ・リー〉）

2015年
- ターミネーター:新起動/ジェニシス（マリアム〈テリー・ワイブル〉）
- her/世界でひとつの彼女（チャット女3）
- フィフティ・シェイズ・オブ・グレイ（2015年〜2017年、ミア・グレイ〈リタ・オラ〉）
  - フィフティ・シェイズ・ダーカー
  - フィフティ・シェイズ・フリード

- リディキュラス・シックス（艶やかなキツネ〈ジュリア・ジョーンズ〉）

2016年
- アース・トゥ・エコー（アレックス〈テオ・ハーム〉）
- ビッグゲーム 大統領と少年ハンター（オスカリ〈オンニ・トンミラ〉）

2017年
- スピーチ＆ディベート（ディワタ〈サラ・スティール〉）
- フィフス・ウェイブ（リンガー〈マイカ・モンロー〉）
- ヘルウィーク（エンジェル〈セラヤ・マクニール〉）

2018年
- オーシャンズ8（ナインボール〈リアーナ〉）
- 好きだった君へのラブレター（2018年 - 2021年、ジェン〈エミリヤ・バラナック〉）
  - 好きだった君へ: P.S.まだ大好きです
  - 好きだった君へ: これからもずっと大好き

- ダンプリン（ウィル〈ダニエル・マクドナルド〉）
- プールサイド・デイズ

2019年
- コーポレート・アニマルズ 社畜たちの研修旅行（ジェス〈ジェシカ・ウィリアムズ〉）

2020年
- ハーレイ・クインの華麗なる覚醒 BIRDS OF PREY（ダイナ・ランス / ブラックキャナリー〈ジャーニー・スモレット＝ベル〉）
- Work It 〜輝けわたし!〜（ジャス〈ライザ・コシ〉）

2020年
- スターガール（シェルビー・シモンズ〈ヒラリー・キンブル〉）

2021年
- サムワン・インサイド（アレックス〈アスジャ・クーパー〉）
- モキシー 〜私たちのムーブメント〜（ルーシー〈アリシア・パスクアル＝ぺーニャ〉）

2022年
- オレたちの聖戦（ケンドラ〈アナ・ケンドリック〉）
- 説得（メアリー・エリオット〈ミア・マッケンナ＝ブルース〉）
- ヘル・レイザー(2022年)（ライリー〈オデッサ・アジオン〉）
- THE BATMAN-ザ・バットマン-（ベラ・リアル〈ジェイミー・ローソン〉）

2023年
- 眠りの地（メイム〈ジャーニー・スモレット＝ベル〉）
- 別れる決心（ヨ・ヨンス〈キム・シニョン〉）
- MEG ザ・モンスターズ2（リガス〈メリッサンティ・マハウト〉）

2024年
- 内なる炎（クラレッサ・シールズ〈ライアン・デスティニー〉）
- プレイヤーズ: 本気の恋、始めます!（アシュリー〈ライザ・コシ〉）
- ARGYLLE/アーガイル（キーラ〈アリアナ・デボーズ〉）
- ジョーカー:フォリ・ア・ドゥ（ハーレイ・“リー”・クインゼル〈レディー・ガガ〉）
- 魔界戦記 雪の精と闇のクリスタル（鍾霊〈ヤン・ズーシャン〉）

2025年
- ジュラシック・ワールド（ヴィヴィアン〈ローレン・ラプカス〉）※ザ・シネマ版
- スマイル2（スカイ・ライリー〈ナオミ・スコット〉）

#### ドラマ
2012年
- CSI:マイアミ10 ザ・ファイナル
- ユーリカ 〜事件です!カーター保安官〜 シーズン3（グレース）

2013年
- フォーリング スカイズ（アレクシス〈スカーレット・バーン〉）

2014年
- 恋するインターン

2015年
- コバート・アフェア CIA諜報員アニー（ナディア）

2016年
- ザ・シューター（ネイディーン・メンフィス〈シンシア・アダイ＝ロビンソン〉）
- STALKER: ストーカー犯罪特捜班
- ラブ シーズン1
- Black Sails/ブラック・セイルズ（エレノア・ガスリー〈ハンナ・ニュー〉）

2018年
- オルタード・カーボン（オルテガ〈マルタ・イガレータ〉）
- S.W.A.T. シーズン1
- THE 100/ハンドレッド（レクサ）
- フラーハウス（CJ〈ヴァージニア・ウィリアムズ〉）

2019年
- イージー シーズン3（ノエル）
- 刑事ジョン・ルーサー
- ゴーストライター
- ディキンスン 〜若き女性詩人の憂鬱〜
- ブラック・ミラー（アシュリー・オー〈マイリー・サイラス〉）
- BULL / ブル3 法廷を操る男

2020年
- NCIS: ニューオーリンズ シーズン6
- ウエストワールド（シャーロット・ヘイル〈テッサ・トンプソン〉）
- サイコだけど大丈夫（コ・ムニョン〈ソ・イェジ〉）
- 私立探偵マグナム（トニ）
- スタートレック:ディスカバリー（2020年 - 2024年、アディラ〈ブルー・デル・バリオ〉）

2021年
- 大草原の小さな家 ※NHK BS4K版
  - シーズン3 #20（エルマー〈エリック・オルソン）
  - シーズン4 #14（ジミー〈クリス・ピーターセン〉）
  - シーズン7 #4（ダン〈ジェームズ・ジャーナギン〉）

- 原潜ヴィジル 水面下の陰謀（カーステン・ロングエイカー巡査部長〈ローズ・レスリー〉）
- SEAL Team/シール・チーム（リサ・ディアス・デイヴィス〈トニ・トラックス〉）

2022年
- オビ＝ワン・ケノービ（リーヴァ・セヴァンダー / サード・シスター〈モーゼス・イングラム〉）
- レ・ミゼラブル（ガブローシュ〈リース・イエーツ〉）
- ローワン・アトキンソンのヒトvsハチ（ニーナ〈ジン・ルージ〉）

2023年
- クリミナル・マインド FBI行動分析課
- THE FLASH/フラッシュ（アイリス・ウェスト〈キャンディス・パットン〉）
- THE IDOL/ジ・アイドル

2024年
- 危険な情事（ベス・ギャラガー〈アマンダ・ピート〉）
- フューリー: 闇の番人（リナ〈リナ・エル・アラビ〉）

#### アニメ
- おっはよー!アンクル・グランパ（バターカップ 他）
- インサイド・ヘッド2（ロバーツコーチ[87]）
- パワーパフガールズ（第2作）（バターカップ[88]）
- FはFamilyのF（ビル）
- グリッチ・テックス（2020年、ミコ）
- 百妖譜（阿忙）
- マライア・キャリー クリスマスにほしいもの（マライア）
- ミラキュラス・ワールド/ニューヨーク ユナイテッド・ヒーローズ（ジェス[89]）

#### その他
- アプレンティス（アマンダ）
- ヴィクトリア流犬のしつけ
- 天才動物大集合
- 舞台裏のスーパーテクノロジー
- プロジェクト・ランウェイ10（エレナ・スリヴニャク）
- 夢のラグジュアリートラベル

### ナレーション
- 真相報道 バンキシャ!
- 爆問学園 イキすぎ!規則委員会
- ザ・ベストハウス123
- 天才どうぶつ大集合
- 9.11被害者が語る現場の真実
- 生き物なんでもTOP10
- 屍刀 -シカバネガタナ- CM[90]

### 舞台
- リアリティ・ショウ

### ライブ
- THE IDOLM@STER CINDERELLA GIRLS 4thLIVE TriCastle Story -Starlight Castle-（2016年9月3日、神戸ワールド記念ホール）
- THE IDOLM@STER CINDERELLA GIRLS 4thLIVE TriCastle Story -Brand New Castle-（2016年10月15日、さいたまスーパーアリーナ）
- キラキラ☆プリキュアアラモード キャラソンシングルリリースイベント「スウィート☆エチュード☆アラモード」（2017年5月14日、タワーレコード渋谷店CUT UP STUDIO）
- THE IDOLM@STER CINDERELLA GIRLS 5thLIVE TOUR Serendipity Parade!!! 静岡公演（2017年6月24・25日、エコパアリーナ）
- THE IDOLM@STER CINDERELLA GIRLS 5thLIVE TOUR Serendipity Parade!!! 福岡公演（2017年7月29・30日、西日本総合展示場新館）
- THE IDOLM@STER CINDERELLA GIRLS 5thLIVE TOUR Serendipity Parade!!! さいたまスーパーアリーナ公演（2017年8月13日、さいたまスーパーアリーナ）
- Animelo Summer Live 2017 -THE CARD-（2017年8月26日、さいたまスーパーアリーナ）
- キラキラ☆プリキュアアラモードLIVE2017 スウィート☆デコレーション（2017年10月7日、かつしかシンフォニーヒルズ モーツァルトホール）

### 人形劇
- 項羽と劉邦 はるかなる大地（胡亥）

### Webラジオ
- TVアニメ「ワールドトリガー」ラジオ（2021年 - 、HiBiKi Radio Station）[91]

### その他コンテンツ
- アニメ『アイドルマスター シンデレラガールズ劇場 2nd SEASON』DVD/BD 第1巻 特典CD「なんちゃってコメンタリー」
- TRUE WIRELESS STEREO EARPHONES アニメ『ワールドトリガー』三雲・空閑モデル（2021年、空閑遊真[92]）
- 『デモンズ・クレスト』第2弾PV（2022年、芦原佑馬[93]）

## ディスコグラフィ

### キャラクターソング
| 発売日   | 商品名 | 歌 | 楽曲                                                                        | 備考                                                                                  |
| 2016年   | 2016年 | 2016年 | 2016年                                                                      | 2016年                                                                                |
| -------- | --- | --- | --------------------------------------------------------------------------- | ------------------------------------------------------------------------------------- |
| 8月31日  | THE IDOLM@STER CINDERELLA GIRLS STARLIGHT MASTER 05 純情Midnight伝説                                                   | 向井拓海（原優子）、藤本里奈（金子真由美）、松永涼（千菅春香）、大和亜季（村中知）、木村夏樹（安野希世乃）                                                             | 「純情Midnight伝説（M@STER VERSION）」                                      | ゲーム『アイドルマスター シンデレラガールズ スターライトステージ』関連曲              |
| 2017年   | | |                                                                             |                                                                                       |
| 4月26日  | 「キラキラ☆プリキュアアラモード」キャラクターソングシングル sweet etude 3 キュアジェラート（CV:村中知）「青空Alright」 | キュアジェラート（村中知） | 「青空Alright」                                                             | テレビアニメ『キラキラ☆プリキュアアラモード』挿入歌                                   |
| 4月26日  | 「キラキラ☆プリキュアアラモード」キャラクターソングシングル sweet etude 3 キュアジェラート（CV:村中知）「青空Alright」 | キュアジェラート（村中知） | 「レッツ・ラ・クッキン☆ショータイム 〜キュアジェラート・バージョン〜」      | テレビアニメ『キラキラ☆プリキュアアラモード』関連曲                                   |
| 5月13日  | THE IDOLM@STER CINDERELLA GIRLS 5thLIVE TOUR Serendipity Parade!!! 宮城・石川・大阪 会場オリジナルCD                   | 大和亜季（村中知） | 「純情Midnight伝説（M@STER VERSION）」                                      | ゲーム『アイドルマスター シンデレラガールズ スターライトステージ』関連曲              |
| 7月26日  | キラキラ☆プリキュアアラモード ボーカルアルバム キュアラモード☆アラカルト                                               | 立神あおい（村中知） | 「Soul Believer〜ワイルド・アジュール・バージョン〜」                       | テレビアニメ『キラキラ☆プリキュアアラモード』挿入歌                                   |
| 7月26日  | キラキラ☆プリキュアアラモード ボーカルアルバム キュアラモード☆アラカルト                                               | キュアホイップ（美山加恋）、キュアカスタード（福原遥）、キュアジェラート（村中知）、キュアマカロン（藤田咲）、キュアショコラ（森なな子）、キュアパルフェ（水瀬いのり） | 「レッツ・ラ・クッキン☆ショータイム 〜キラキラ☆パティスリー・バージョン〜」 | テレビアニメ『キラキラ☆プリキュアアラモード』関連曲                                   |
| 10月18日 | THE IDOLM@STER CINDERELLA GIRLS MASTER SEASONS AUTUMN!                                                                 | 渋谷凛（福原綾香）、森久保乃々（高橋花林）、大和亜季（村中知） | 「さよならアンドロメダ」                                                    | ゲーム『アイドルマスター シンデレラガールズ』関連曲                                   |
| 10月25日 | トレビアンサンブル!!/メモワール・ミルフィーユ                                                                          | キュアホイップ（美山加恋）、キュアカスタード（福原遥）、キュアジェラート（村中知）、キュアマカロン（藤田咲）、キュアショコラ（森なな子）、キュアパルフェ（水瀬いのり） | 「メモワール・ミルフィーユ」                                                | 劇場アニメ『映画 キラキラ☆プリキュアアラモード パリッと!想い出のミルフィーユ!』挿入歌 |
| 11月29日 | キラキラ☆プリキュアアラモード ボーカルアルバム2 苺坂物語                                                               | 立神あおい（村中知）＆有栖川ひまり（福原遥） | 「しあわせ☆フレーバー」                                                     | テレビアニメ『キラキラ☆プリキュアアラモード』関連曲                                   |
| 11月29日 | キラキラ☆プリキュアアラモード ボーカルアルバム2 苺坂物語                                                               | 岬あやね（Machico） ＆立神あおい（村中知） | 「Soul Believer〜ミサキVSあおい バージョン〜」                              | テレビアニメ『キラキラ☆プリキュアアラモード』挿入歌                                   |
| 2018年   | | |                                                                             |                                                                                       |
| 1月17日  | キラキラ☆プリキュアアラモード ボーカルベストアルバム スイート☆エチュード☆アラモード                                    | キュアジェラート（村中知） | 「Aile」                                                                    | テレビアニメ『キラキラ☆プリキュアアラモード』挿入歌                                   |
| 11月30日 | THE IDOLM@STER CINDERELLA GIRLS 6thLIVE MERRY-GO-ROUNDOME!!! MASTER SEASONS AUTUMN! SOLO REMIX                         | 大和亜季（村中知） | 「さよならアンドロメダ」                                                    | ゲーム『アイドルマスター シンデレラガールズ』関連曲                                   |
| 2019年   | | |                                                                             |                                                                                       |
| 5月22日  | THE IDOLM@STER CINDERELLA GIRLS LITTLE STARS! Max Beat                                                                 | 高垣楓（早見沙織）、鷹富士茄子（森下来奈）、二宮飛鳥（青木志貴）、松永涼（千菅春香）、大和亜季（村中知）                                                               | 「Max Beat」                                                                | テレビアニメ『アイドルマスター シンデレラガールズ劇場』エンディングテーマ             |
| 5月22日  | THE IDOLM@STER CINDERELLA GIRLS LITTLE STARS! Max Beat                                                                 | 大和亜季（村中知） | 「Max Beat」                                                                | テレビアニメ『アイドルマスター シンデレラガールズ劇場』関連曲                         |
| 2020年   | | |                                                                             |                                                                                       |
| 4月15日  | THE IDOLM@STER CINDERELLA GIRLS STARLIGHT MASTER 38 Fascinate                                                          | 大和亜季（村中知） | 「HIGH PRESSURE」                                                           | ゲーム『アイドルマスター シンデレラガールズ スターライトステージ』関連曲              |
| 10月21日 | THE IDOLM@STER CINDERELLA GIRLS STARLIGHT MASTER GOLD RUSH! 03 Joker                                                   | 松永涼（千菅春香）、大和亜季（村中知）、中野有香（下地紫野）、姫川友紀（杜野まこ）、前川みく（高森奈津美）                                                             | 「Joker（M@STER VERSION）」                                                 | ゲーム『アイドルマスター シンデレラガールズ スターライトステージ』関連曲              |
| 11月11日 | THE IDOLM@STER CINDERELLA GIRLS LITTLE STARS EXTRA! ダイアモンド・アテンション                                         | 大和亜季（村中知） | 「弾丸サバイバー」                                                          | Webアニメ『アイドルマスター シンデレラガールズ劇場 Extra Stage』エンディングテーマ    |
| 2023年   | | |                                                                             |                                                                                       |
| 8月2日   | THE IDOLM@STER CINDERELLA GIRLS STARLIGHT MASTER PLATINUM NUMBER 05 ハートボイルドウォーズ                             | 大和亜季（村中知）、村上巴（花井美春）、片桐早苗（和氣あず未） | 「ハートボイルドウォーズ（M@STER VERSION）」                                | ゲーム『アイドルマスター シンデレラガールズ スターライトステージ』関連曲              |
| 8月2日   | THE IDOLM@STER CINDERELLA GIRLS STARLIGHT MASTER PLATINUM NUMBER 05 ハートボイルドウォーズ                             | 大和亜季（村中知） | 「ハートボイルドウォーズ（M@STER VERSION）」                                | ゲーム『アイドルマスター シンデレラガールズ スターライトステージ』関連曲              |

### その他参加楽曲
| 発売日       | 商品名                                    | 歌 | 楽曲                        | 備考                                                |
| ------------ | ----------------------------------------- | --- | --------------------------- | --------------------------------------------------- |
| 2017年2月8日 | THE IDOLM@STER CINDERELLA MASTER EVERMORE | 大橋彩香、福原綾香、原紗友里、藍原ことみ、青木志貴、青木瑠璃子、飯田友子、五十嵐裕美、今井麻夏、上坂すみれ、内田真礼、桜咲千依、大空直美、大坪由佳、金子真由美、金子有希、木村珠莉、黒沢ともよ、佐藤亜美菜、下地紫野、洲崎綾、鈴木絵理、髙野麻美、高森奈津美、立花理香、種﨑敦美、千菅春香、東山奈央、長島光那、原優子、早見沙織、春瀬なつみ、渕上舞、牧野由依、松井恵理子、松嵜麗、三宅麻理恵、村中知、杜野まこ、安野希世乃、山下七海、山本希望、佳村はるか、ルゥティン、和氣あず未 | 「EVERMORE（4thLIVE MIX）」 | ゲーム『アイドルマスター シンデレラガールズ』関連曲 |

## ライブ・イベント

### 合同ライブ
| 出演日               | タイトル                                                                                          | 会場                                                    |
| -------------------- | ------------------------------------------------------------------------------------------------- | ------------------------------------------------------- |
| 2016年9月3日         | THE IDOLM@STER CINDERELLA GIRLS 4thLIVE TriCastle Story Starlight Castle                          | 神戸ワールド記念ホール（兵庫県）                        |
| 2016年10月15日       | THE IDOLM@STER CINDERELLA GIRLS 4thLIVE TriCastle Brand New Castle                                | さいたまスーパーアリーナ（埼玉県）                      |
| 2017年6月24日・25日  | THE IDOLM@STER CINDERELLA GIRLS 5thLIVE TOUR Serendipity Parade!!! 静岡公演                       | エコパアリーナ（静岡県）                                |
| 2017年7月29日・30日  | THE IDOLM@STER CINDERELLA GIRLS 5thLIVE TOUR Serendipity Parade!!! 福岡公演                       | 西日本総合展示場 新館（福岡県）                         |
| 2017年8月13日        | THE IDOLM@STER CINDERELLA GIRLS 5thLIVE TOUR Serendipity Parade!!! さいたまスーパーアリーナ公演   | さいたまスーパーアリーナ（埼玉県）                      |
| 2017年10月7日        | キラキラ☆プリキュアアラモードLIVE2017 スウィート☆デコレーション                                   | かつしかシンフォニーヒルズ モーツァルトホール（東京都） |
| 2018年11月10日       | THE IDOLM@STER CINDERELLA GIRLS 6thLIVE MERRY-GO-ROUNDOME!!!                                      | メットライフドーム（埼玉県）                            |
| 2020年2月15日・16日  | THE IDOLM@STER CINDERELLA GIRLS 7thLIVE TOUR Special 3chord♪ Glowing Rock!                        | 京セラドーム大阪（大阪府）                              |
| 2021年1月10日        | THE IDOLM@STER CINDERELLA GIRLS Broadcast & LIVE Happy New Yell!!!                                | 幕張メッセ国際展示場 1-3番ホール（千葉県）              |
| 2021年12月25日・26日 | THE IDOLM@STER CINDERELLA GIRLS 10th ANNIVERSARY M@GICAL WONDERLAND TOUR!!! CosmoStar Land        | 愛知県国際展示場 ホールA（愛知県）                      |
| 2022年4月2日         | THE IDOLM@STER CINDERELLA GIRLS 10th ANNIVERSARY M@GICAL WONDERLAND!!!                            | ベルーナドーム（埼玉県）                                |
| 2023年6月10日・11日  | THE IDOLM@STER CINDERELLA GIRLS 燿城夜祭 -かがやきよまつり-                                       | 大阪城ホール（大阪府）                                  |
| 2025年4月26日・27日  | THE IDOLM@STER CINDERELLA GIRLS STARLIGHT STAGE 10th ANNIVERSARY TOUR Let’s AMUSEMENT!!! 東京公演 | 有明アリーナ（東京都）                                  |